# Alectra
Genre
Alectra est un genre de plantes dicotylédones de la famille des Orobanchaceae, originaire des régions tropicales et subtropicales d'Asie et d'Afrique, y compris Madagascar, qui comprend 34 espèces acceptées.
Ce sont des plantes herbacées, parasites obligatoires, généralement hémi-parasites, qui se développent sur les racines de diverses espèces de plantes. Certaines de ces espèces ont une importance économique particulière car elles s'attaquent à des plantes cultivées. Ce sont notamment les suivantes (avec indication des plantes hôtes), la plus importante étant Alectra vogelii qui parasite principalement les cultures de niébé en Afrique subsaharienne causant des pertes de rendement considérables.
- Alectra vogelii : niébé (Vigna unguiculata), pois bambara (Vigna subterranea), arachide (Arachis hypogaea) ;
- Alectra picta  : arachide (Arachis hypogaea), niébé (Vigna unguiculata) ;
- Alectra sessiliflora : noug (Guizotia abyssinica) ;
- Alectra orobanchoides : tabac (Nicotiana tabacum), tournesol (Helianthus annuus) ;
- Alectra fluminensis : canne à sucre (Saccharum officinarum).

## Taxinomie

### Synonymes
Selon GRIN (17 mars 2007) :
- Glossostylis Cham. & Schltdl.
- Hymenospermum Benth.
- Pseudorobanche Rouy

### Liste d'espèces
Selon The Plant List (13 août 2019) :
- Alectra alectroides (S.Moore) Melch.
- Alectra arvensis (Benth.) Merr.
- Alectra atrosanguinea (Hiern) Hemsl.
- Alectra aurantiaca Hemsl.
- Alectra bainesii Hemsl.
- Alectra basserei Berhaut
- Alectra basutica (E.Phillips) Melch.
- Alectra capensis Thunb.
- Alectra dolichocalyx Philcox
- Alectra dunensis Hilliard & B.L.Burtt
- Alectra fruticosa Eb.Fisch.
- Alectra glandulosa Philcox
- Alectra gracilis S.Moore
- Alectra hildebrandtii Eb.Fisch.
- Alectra hirsuta Klotzsch
- Alectra humbertii Eb.Fisch.
- Alectra lancifolia Hemsl.
- Alectra linearis Hepper
- Alectra lurida Harv.
- Alectra natalensis (Hiern) Melch.
- Alectra orobanchoides Benth.
- Alectra parasitica A.Rich.
- Alectra parvifolia (Engl.) Schinz
- Alectra pedicularioides Baker
- Alectra picta (Hiern) Hemsl.
- Alectra pseudobarleriae (Dinter) Dinter
- Alectra pubescens Philcox
- Alectra rigida (Hiern) Hemsl.
- Alectra schoenfelderi Dinter & Melch.
- Alectra sessiliflora (Vahl) Kuntze
- Alectra stolzii Engl.
- Alectra thyrsoidea Melch.
- Alectra virgata Hemsl.
- Alectra vogelii Benth.